# Eilema brunneotincta
Eilema brunneotincta är en fjärilsart som beskrevs av Rothschild 1912. Eilema brunneotincta ingår i släktet Eilema och familjen björnspinnare. Inga underarter finns listade i Catalogue of Life.